# Jaroslava Schejbalová
Jaroslava Schejbalová (* 24. února 1964, Valtice) je česká politička, v letech 2010 až 2013 poslankyně za stranu TOP 09. Před výkonem mandátu pracovala jako ředitelka Regionálního sdružení ČSTV Břeclav a předsedkyně TJ Lokomotiva Břeclav. Poslankyní PSP (Poslanecké sněmovny Parlamentu) České republiky byla zvolena ve volbách 2010 v Jihomoravském kraji. Jejím poradcem se stal Ladislav Šustr, který si jako poslanec PSP v roce 2009 nechal slíbit úplatek za změnu zákona (tzv. aféra „Zákon za milion“). V září 2010 byla Schejbalová obviněna ze zneužívání poslaneckých náhrad, když si od tělovýchovné organizace Orel, v níž je členkou předsednictva, pronajímá prostory kanceláře za cenu vyšší, než činí tržní nájemné. V září 2011 byla zvolena místopředsedkyní Krajské organizace TOP 09 v Jihomoravském kraji.